# Dioskurides (Steinschneider)
Dioskurides (altgriechisch Διοσκουρίδης) war ein antiker griechischer Steinschneider. Er gilt als der herausragende Steinschneider der späten Römischen Republik und der frühen Kaiserzeit.

## Leben und Werk

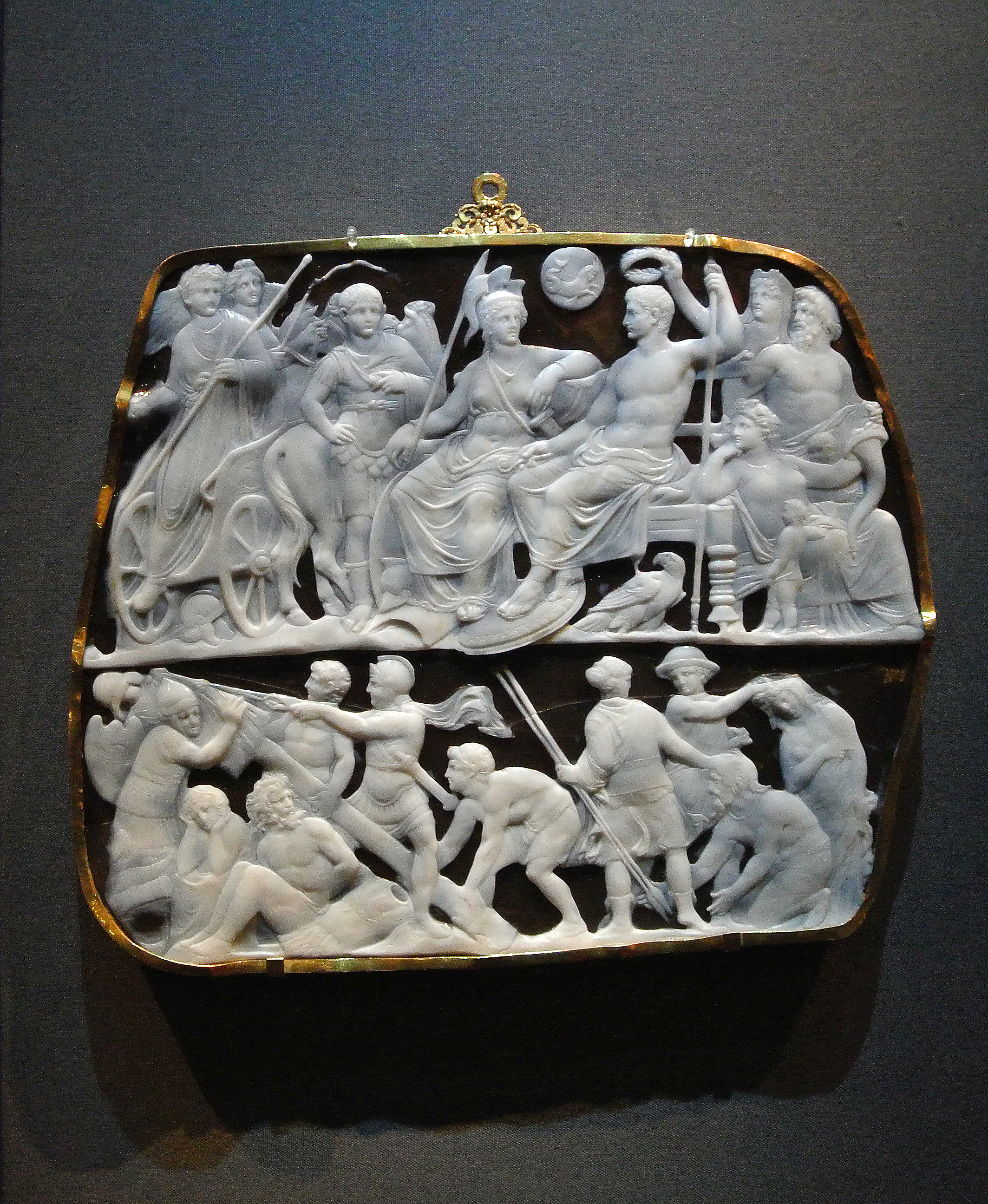
Die Gemma Augustea, Herkunft aus der Dioskurides-Werkstatt umstritten

Aufgrund der Signatur (rechts) auf einem Werk eines seiner Söhne mit dem Zusatz Aigeaios kann man davon ausgehen, dass Dioskurides aus dem kilikischen Aigeai stammte. Aigeai war ein altes Zentrum der Steinschneidekunst und bis 63 v. Chr. unter der Herrschaft der Seleukiden. Dann eroberten die Römer unter Gnaeus Pompeius Kilikien und gliederten es als Provinz in das Römische Reich ein. Im Zuge dieser Entwicklung, wahrscheinlich jedenfalls noch vor der Mitte des Jahrhunderts, kam Dioskurides nach Rom. Ob er schon in Aigeai als Steinschneider tätig war, muss Spekulation bleiben, ebenso ob er dort sein Handwerk erlernte. Signierte Stücke sind aus der vorrömischen Zeit nicht bekannt, es sei denn, das Porträt eines hellenistischen Herrschers, das nur noch in drei modernen Kopien vorhanden ist, stammt von dort. Es gibt keine Hinweise darauf, dass Dioskurides als Sklave nach Rom kam; wahrscheinlicher ist, dass er freiwillig nach Rom übersiedelte, wo er eine eigene Werkstatt eröffnete und in nennenswerter Zahl Aufträge für die römische Oberschicht ausführte.

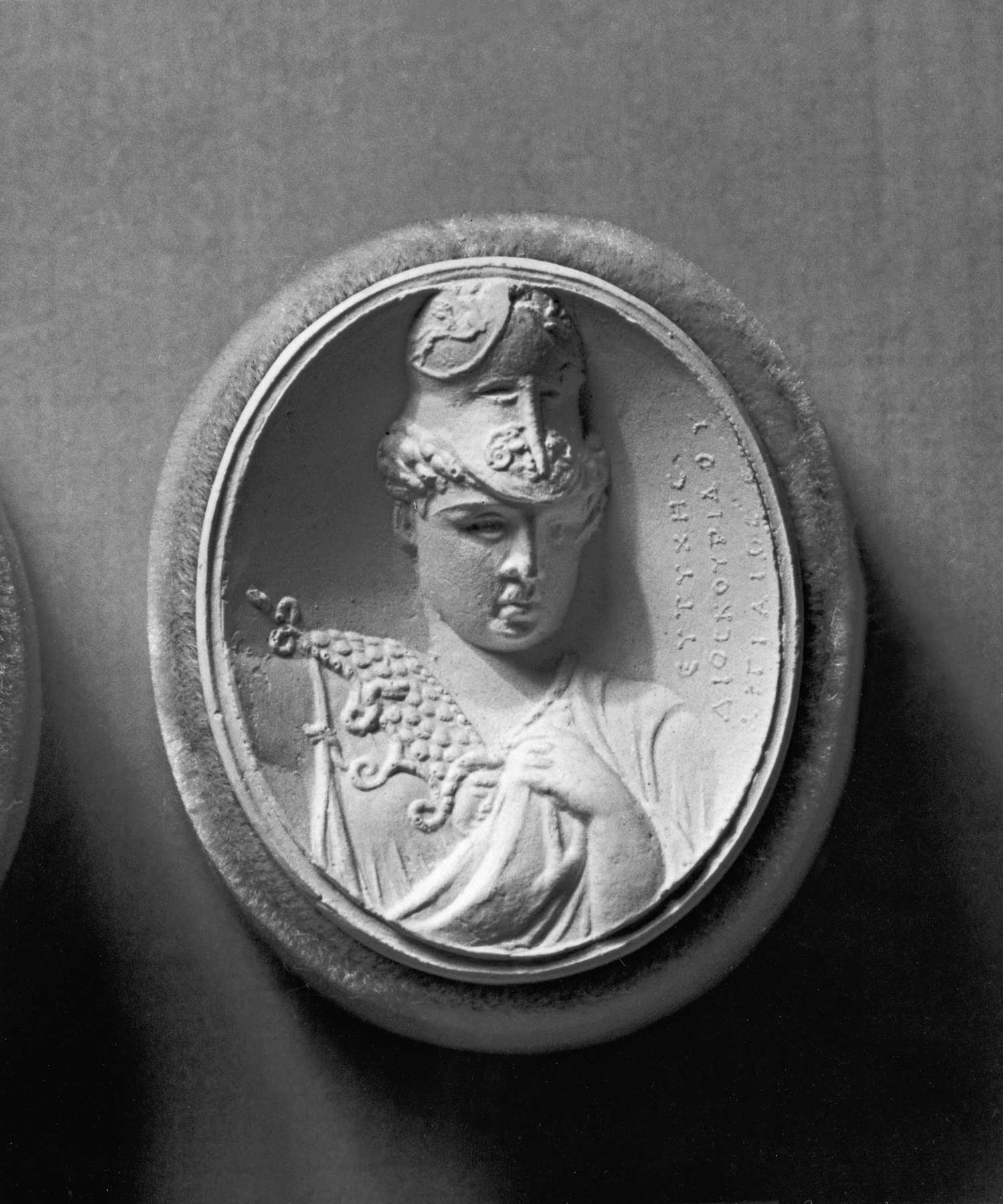
Abdruck eines Pallas Athene zeigenden Intaglio mit der Signatur des Sohnes Eutyches, die auch die Herkunft des Vaters nennt; Walters Art Museum, Baltimore Inventarnummer 42.1028

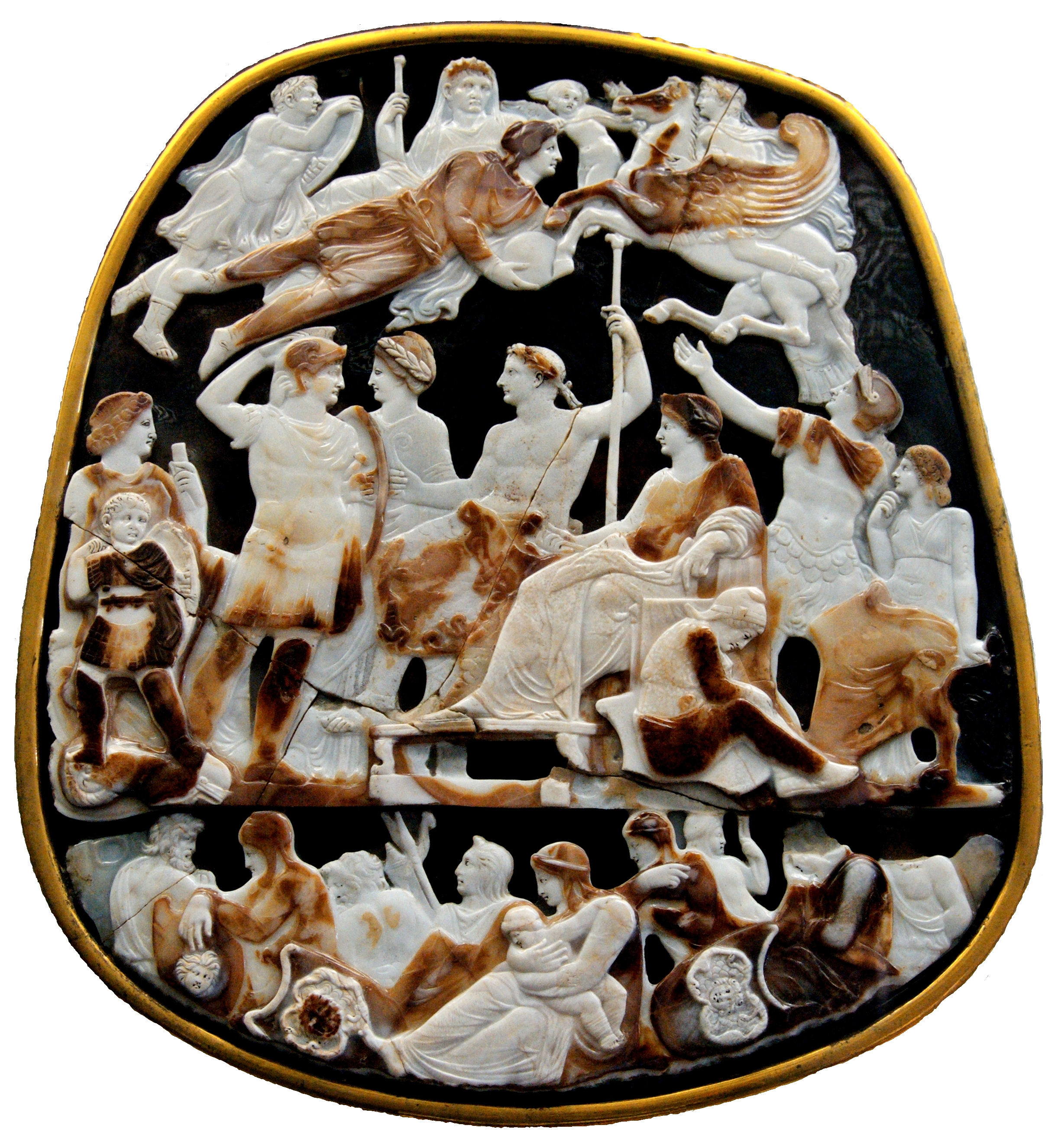
Der Grand Camée de France, wohl aus der Dioskurides-Werkstatt

Diese Werkstatt, der Dioskurides vorstand, muss sehr erfolgreich gewesen sein. Er beschäftigte mehrere Mitarbeiter, darunter seine Söhne Eutyches, Herophilos und Hyllos sowie die Schüler Agathopus, Saturneinos und Epitynchanos, wobei diese Überlegungen nur auf stilistischen Argumenten beruhen. In augusteischer Zeit war er Vorsteher (praepositus) der kaiserlichen Werkstatt. Die Bedeutung des Dioskurides wird durch mehrere Hinweise deutlich. So existiert beispielsweise eine ungewöhnlich große Zahl an überlieferten Gemmen mit seiner Signatur. Besonders augenfällig wird es aber in Anbetracht des an ihn vergebenen Auftrags zur Schaffung des nicht erhaltenen Siegels mit dem Porträt des Augustus für den Herrscher (zwischen 28 und 17 v. Chr.), was sogar bei Plinius dem Älteren und Sueton überliefert ist. Die chronologische Anordnung der Werke erfolgt anhand einer Entwicklung kommend von einer hellenistisch geprägten Bildkomposition hin zu einer weitaus ruhigeren, klassizistischen Bildkomposition. Dioskurides gilt damit neben Solon zu den Begründern des augusteisch-klassizistischen Gemmenstils.
Neben drei Stücken, die moderne Kopien nach wahrscheinlich echten antiken Vorbildern sind, kursieren auch viele weitere moderne Schöpfungen, die nicht auf den antiken Vorbildern beruhen, sich aber des bekannten Namens des Dioskurides bedienen. Doch auch verschiedene nicht signierte antike Stücke werden aufgrund stilistischer Vergleiche ihm oder zumindest seiner Werkstatt zugeschrieben. Anders als immer wieder angegeben gehört die Gemma Augustea sehr wahrscheinlich nicht dazu. Da diese um das Jahr 10 n. Chr. datiert wird, muss man davon ausgehen, dass Dioskurides zu dieser Zeit nicht mehr aktiv und sehr wahrscheinlich schon verstorben war. Dennoch steht sie deutlich in der Tradition der Werke der Dioskurides-Werkstatt. Auch der Große Kameo von Frankreich (Grand Camée de France) und der von Johann Joachim Winckelmann hoch geschätzte „Trunkene Bacchus“ werden der Werkstatt zugerechnet.
Die Motive bestehen vor allem aus Porträts und mythologischen Szenen. Eine besondere Vorliebe hatte Dioskurides für die Darstellung von Säulen. Ungewöhnlich war, dass er sowohl Meisterschaft bei Gemmen als auch Kameen erlangt hatte. Dabei sind seine Arbeiten sehr sorgfältig gestaltet, jedoch nicht übermäßig detailliert.
Auf dem Dach des Kunsthistorischen Museums in Wien steht eine Statue mit dem fiktiven, modernen Porträt des Dioskurides.

## Werkliste
Heute sind 12 signierte Werke des Dioskurides bekannt:

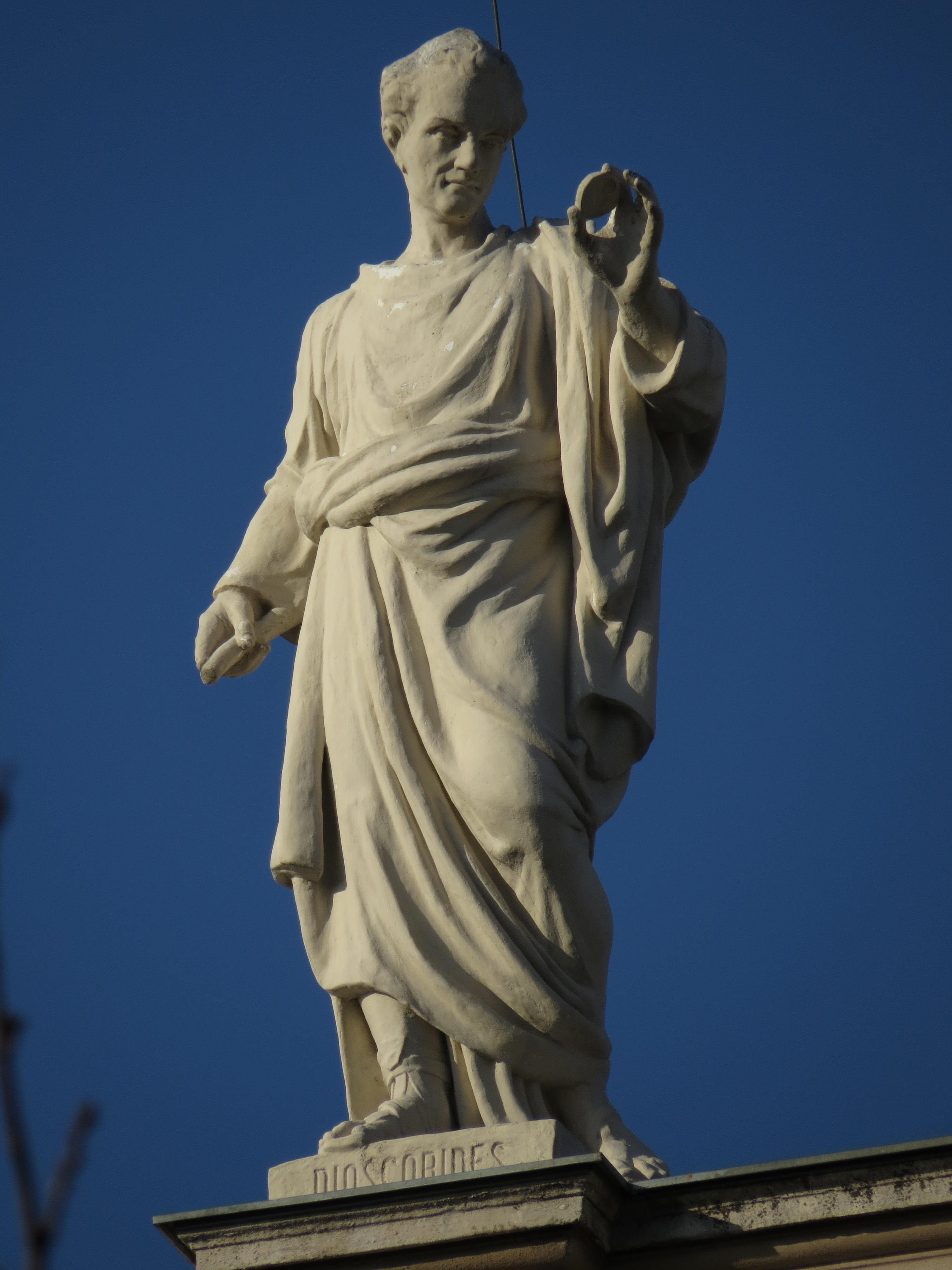
Dioskurides, Attika, Kunsthistorisches Museum, Babenbergerstraße

| Form  | Material | Motiv | Signatur                                            | Sammlung                                          | Bemerkung | Bild |
| ----- | -------- | --- | --------------------------------------------------- | ------------------------------------------------- | --- | ---- |
| Gemme | Karneol  | Büste der gehörnten Io, die ihren Kopf leicht nach links wendet                                                       | altgriechisch ΔΙΟϹΚΟΥΡΙΔΟΥ im Abdruck rechtsläufig  | Archäologisches Nationalmuseum Florenz            | auch Carneol Poniatowski genannt |      |
| Gemme | Amethyst | frontale Büste des Demosthenes, Kopf leicht nach links gewandt                                                        | altgriechisch ΔΙΟϹΚΟΥΡΙΔΟΥ im Abdruck rechtsläufig  | Privatbesitz                                      | |      |
| Gemme | Karneol  | Diomedes mit dem Palladium auf einem Altar, davor eine Säule auf der eine Statue steht, davor ein liegender Getöteter | altgriechisch ΔΙΟϹΚΟΥΡΙΔΟΥ im Abdruck rechtsläufig  | Sammlung des Duke of Devonshire, Chatsworth House | |      |
| Gemme | Karneol  | Bellerophon bändigt Pegasos                                                                                           | altgriechisch […]ΟΥΡΙΔΟΥ im Abdruck rechtsläufig    | Museum of Fine Arts, Boston Inv. 27.737           | Gemme ist fragmentiert |      |
| Gemme | Karneol  | nackter Merkur mit Caduceus und Widderkopf auf einem Tablett im linken Profil, den Kopf ins Frontale wendend          | altgriechisch ΔΙΟϹΚΟΥΡΙΔΟΥ im Abdruck rechtsläufig  | British Museum, London                            | |      |
| Gemme | Karneol  | stehender Merkur mit Petasos, kurzem Mantel und Caduceus frontal                                                      | altgriechisch ΔΙΟϹΚΟΥΡΙΔΟΥ im Abdruck rechtsläufig  | Fitzwilliam-Museum, Cambridge Inv. CG 165         | auch Carneol Marlborough genannt |      |
| Gemme | Karneol  | nackter Achilleus inmitten seiner Waffen frontal neben einem Felsen stehend                                           | altgriechisch ΔΙΟϹΚΟΥΡΙΔΟΥ im Abdruck rechtsläufig  | Archäologisches Nationalmuseum Neapel Inv. 254    | |      |
| Kamee | Sardonyx | Herkules fesselt Kerberos (Motiv nach rechts)                                                                         | altgriechisch ΔΙΟϹΚΟΥΡΙΔΟΥ im Original rechtsläufig | Antikensammlung Berlin Inv. FG 11062              | |      |
| Kamee |          | Beine eines Mannes und einer Frau, sowie ein Löwenfell auf einem Felsen (möglicherweise Herakles und Omphale)         | altgriechisch ΔΙΟϹΚΟΥΡ[…] im Original rechtsläufig  | verschollen                                       | Kamee ist fragmentiert |      |
| Gemme |          | frontale Büste des bekränzten Gaius Iulius Caesar                                                                     |                                                     |                                                   | moderne Kopie eines wahrscheinlich antiken, heute verschollenen Originals                                                                                                |      |
| Gemme |          | Cicero-Porträt im Linksprofil                                                                                         |                                                     |                                                   | zwei neuzeitliche Kopien (aus Amethyst beziehungsweise Karneol) eines wohl antiken, heute verschollenen Originals; beide befinden sich im Cabinet des Médailles in Paris |      |
| Gemme |          | jugendlicher hellenistischer Herrscher, jedoch ohne Binde, im Linksprofil                                             |                                                     |                                                   | drei neuzeitliche Kopien (aus Amethyst, Granat und Karneol) eines wohl antiken, heute verschollenen Originals                                                            |      |